# P13
P13 – nietypowa gwiazdowa czarna dziura będąca także ultraintensywnym źródłem rentgenowskim (ULX) położona w galaktyce NGC 7793. Masa czarnej dziury wynosi mniej niż 15 mas Słońca, orbituje ona gwiazdę typu widmowego B o masie wynoszącej około 20 mas Słońca, z której wchłania materię. Obiekt położony jest około 12 milionów lat świetlnych od Ziemi.

## Nazwa
Oznaczenie „P13” zostało nadane punktowemu źródłu promieniowania rentgenowskiego w czasie przeglądu galaktyki NGC 7793 w 1998 przez urządzenie Position Sensitive Proportional Counter znajdujące się na pokładzie satelity ROSAT. Skatalogowano wówczas 27 źródeł promieniowania rentgenowskiego od P1 do P27, natura obiektu P13 nie była wówczas jeszcze znana.

## Odkrycie
Obiekt został zidentyfikowany jako ultraintensywne źródło rentgenowskie przez satelitę ROSAT w 2009, dodatkowe obserwacje dokonane przez teleskop kosmiczny Chandra pozwoliły na dokładne ustalenie koordynat źródła promieniowania. W latach 2008 i 2009 bezpośrednie sąsiedztwo źródła zostało zbadane przez Very Large Telescope należący do Europejskiego Obserwatorium Południowego, co doprowadziło do odkrycia drugiego, widzialnego składnika układu.

## Charakterystyka
Układ położony jest w galaktyce NGC 7793 i odległy jest o około 12 milionów lat świetlnych od Ziemi.
Czarna dziura została odkryta jako ULX z okresem wynoszącym 64 dni. Początkowe obserwacje właściwości i jasności promieniowania rentgenowskiego emitowanego przez obiekt sugerowały, że jest to czarna dziura o masie pośredniej.
Masa czarnej dziury wynosi mniej niż 15 mas Słońca, orbituje ona gwiazdę (błękitnego nadolbrzyma), z której wchłania materię.
Ustalenie typu widmowego (typ widmowy B) i masy towarzysza czarnej dziury na około 10-20 M☉ oraz znajomość okresu ULX (będącego także okresem obiegu czarnej dziury wokół gwiazdy) pozwoliły na ustalenie maksymalnej masy czarnej dziury na co najwyżej 15 M☉ i potwierdzenie, że jest to czarna dziura o masie gwiazdowej.
Według współcześnie znanych teorii na temat czarnych dziur jest to bardzo nietypowy obiekt tego typu, P13 wchłania materię dziesięć razy szybciej niż dotychczas sądzono, że jest możliwe dla obiektów o takiej masie.